# Stig Dagerman

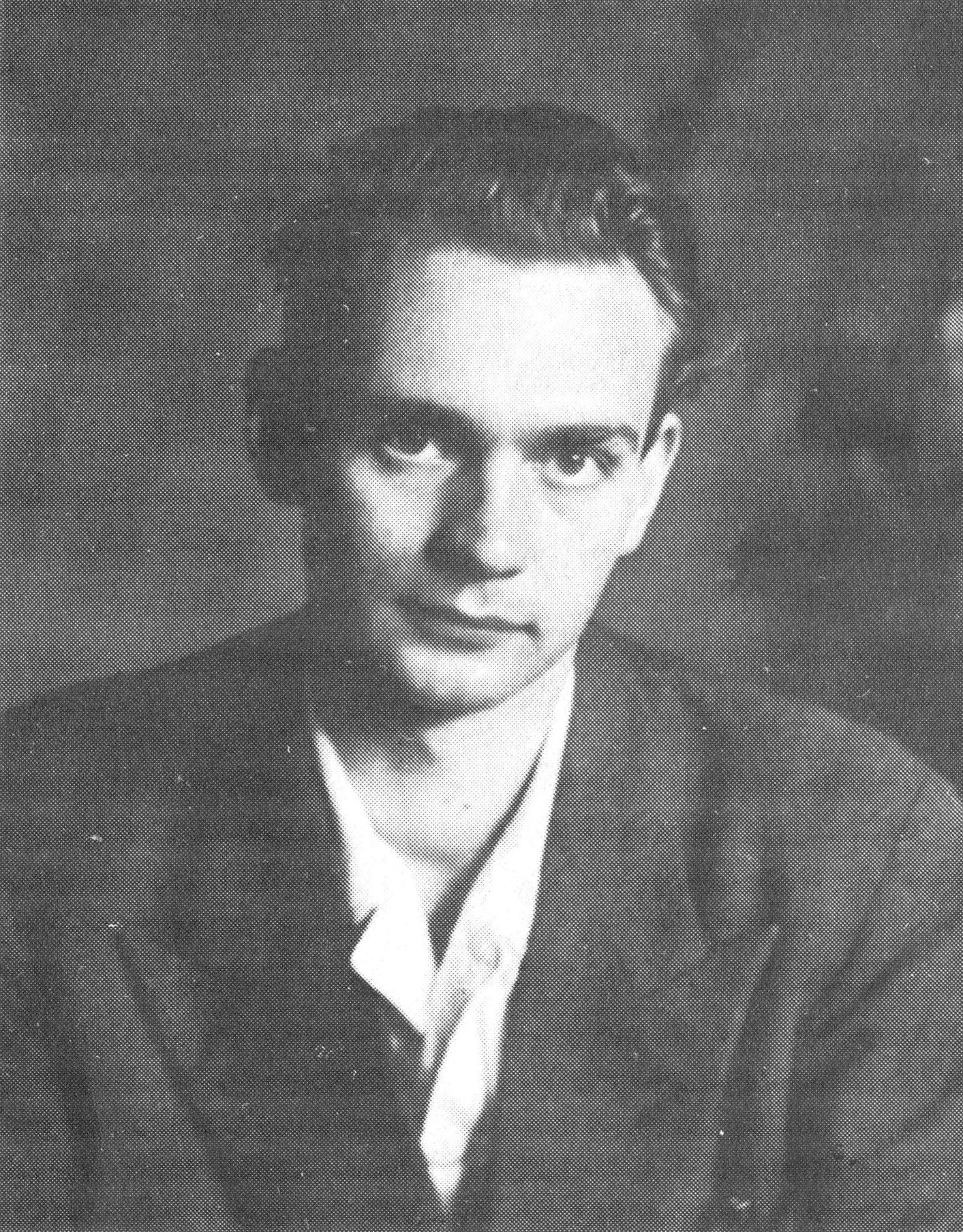
Stig Dagerman (1940er Jahre)

Stig Halvard Dagerman (* 5. Oktober 1923 in Älvkarleby; † 4. November 1954 in Enebyberg bei Stockholm) war ein schwedischer Journalist und Schriftsteller. Nach symbolistischen Anfängen entwickelte er unter dem Eindruck der Kriegsfolgen und persönlicher Katastrophen einen hart realistisch-expressionistischen Stil.

## Leben
Stig Dagerman, Sohn eines Sprengmeisters und einer Telefonistin, wuchs bei den Großeltern väterlicherseits auf. Seine Mutter hatte ihn gleich nach seiner Geburt verlassen. Der Vater kümmerte sich wenig um ihn. Der bäuerliche Alltag auf Norrgärdet, einem kargen, ärmlichen Hof am sandigen Ufer des Dalälven, prägte seine Kindheit. Diesen Lebensabschnitt schilderte er später als glücklich, aber nicht sorgenfrei: „Zinsen war eines der ersten Worte, die ich lernte, und ich weiß, wenn ein Haus bis über die Dachbalken verschuldet ist, dann ist es nicht nur eine Phrase.“ Ebenso tiefe Spuren in seinen Werken hinterließen die Erfahrungen als Jugendlicher. Über allem lag der Schatten einer „Wahnsinnstat“: Sein Großvater wurde 1940 von einem Psychopathen erstochen. Dagerman fühlte sich verlassen. Auf dem Gymnasium in Stockholm verspotteten ihn die Mitschüler als plumpen Bauernjungen. An den Wochenenden trug er Zeitungen aus. Ein Schulwettbewerb für Literatur sollte ihn aufmuntern: Dagerman gewann einen einwöchigen Aufenthalt in den Bergen. Doch die Reise endete tragisch, als sein Freund und Zimmergenosse bei einem Lawinenunglück starb.
Am Ende der Schulzeit erkannte Dagerman seine Berufung zum Schriftsteller und Journalisten. In Stockholm schloss er sich der syndikalistischen Gewerkschaft Sveriges Arbetares Centralorganisation (SAC) an und schrieb bis zu seinem Tod für deren Wochenzeitung Arbetaren Kolumnen, Reportagen und Artikel. Auf literarischem Gebiet gelang ihm mit 22 Jahren sein Debüt. In Die Schlange schildert er das Entsetzen vor dem Inferno einer von Krieg und Barbarei zerrütteten Welt und seine bedrückenden Erlebnisse während seines Militärdienstes. Im Spätherbst 1946 machte er im Auftrag der Zeitung Expressen eine Reise in das kriegszerstörte Deutschland. Von dieser Reise berichtete er in zwölf Zeitungsartikeln, die gesammelt im Mai 1947 erschienen. Das Buch wurde ausgiebig besprochen, zum größten Teil sehr positiv. In der Zeitschrift Veckojournal schrieb Stig Ahlgren, das Buch sei „in den visuellen Partien ein Höhepunkt der schwedischen Reportage“. 2009 drehte Regisseur Michael Gaumnitz auf der Basis der Reiseberichte den Film 1946, Herbst in Deutschland.
Dagerman wurde über die Grenzen seiner Heimat hinaus bekannt und stürzte sich in seine produktivste Schaffenszeit. Die letzten Abschnitte von Die Insel der Verdammten, gedruckt etwa 60 Seiten, soll er in einer vierzehnstündigen Sitzung in einem Zuge getippt haben.
Bis 1949 verfasste er mehrere Novellen und Romane mit zunehmend realistisch-unbarmherzigen Beobachtungen der dörflichen Gemeinschaft. In seinem alptraumhaften Roman Bröllopsbeswär schildert er in wuchtiger expressionistischer Sprache die Bosheit und Schicksalsergebenheit einer Dorfgemeinschaft, deren Mitglieder zur Selbstbeschränkung, Selbsterniedrigung und „Selbstverstümmelung“ als „Versicherung gegen das Scheitern“ neigen.
Es folgten Jahre der persönlichen Krise. Seine finanziellen Angelegenheiten entglitten ihm. Eine Schreibblockade kam hinzu: „Ich habe keine Philosophie, in welcher ich mich bewegen könnte wie der Vogel in den Lüften und der Fisch im Wasser. Alles was ich besitze ist ein Zweikampf, und in jedem Augenblick meines Lebens tobt dieser Zweikampf zwischen den falschen Tröstungen, die bloß die Ohnmacht steigern und meine Verzweiflung vertiefen, und diesen echten Tröstungen, die mich hinführen zu einer flüchtigen Befreiung“, schrieb er damals über sich. Nach mehreren Suizidversuchen gelang Dagerman am 4. November 1954 der Selbstmord, indem er in seiner abgeschlossenen Garage den Automotor laufen ließ. Er war seit 1953 mit der Schauspielerin Anita Björk verheiratet, lebte aber zum Zeitpunkt seines Todes getrennt von ihr und ihrer gemeinsamen Tochter.
Stig Dagermans Biografie und seine Werke bilden ein Motiv in Siegfried Lenz’ Roman Die Klangprobe. An seinem Geburtsort bewahrt die Stig Dagermansällskap das Andenken an den Schriftsteller. Sie verleiht seit 1996 jährlich den Stig-Dagerman-Preis. Zu den Preisträgern zählen u. a. Elfriede Jelinek, Lukas Moodysson und Jean-Marie Gustave Le Clézio.

## Werke
- Ein Kind töten. In: Spiele der Nacht. Erzählungen. Dtv, München 1964.
- Ormen. 1945
  - Übers. Jörg Scherzer: Die Schlange. Roman. Suhrkamp Verlag, Frankfurt am Main.
- De dömdas. 1946.
  - Übers. Jörg Scherzer: Die Insel der Verdammten. Roman. Suhrkamp Verlag, Frankfurt am Main.
- Tysk höst. Resereportage från Tyskland 1946. 1947 (häufige Neuauflagen in skandinavischen Sprachen bis heute).
  - Übers. Günter Barudio: Deutscher Herbst. Reisereportagen aus Deutschland 1946. Barudio und Hess, Frankfurt 1979.
  - Übers. Jörg Scherzer: Deutscher Herbst. Reiseschilderung. Bibliothek Suhrkamp, 924. Frankfurt 1987.
  - Übers. Paul Berf (mit einer Briefauswahl): Deutscher Herbst. Guggolz, Berlin 2021, ISBN 978-3-945370-31-5.
- Europa in Trümmern. Essays (auch als: Europa in Ruinen. Augenzeugenberichte aus den Jahren 1944–1948). Hrsg. Hans-Magnus Enzensberger. Die Andere Bibliothek, 65. Eichborn, Frankfurt 1993 u. ö.
- Nattens lekar. Erzählungen, Stockholm 1947.
- Dramer om dömda. Theaterstück, 1947.
- Att döda ett barn. Erzählung, 1948.
- Skuggan av Mart. Theaterstück, 1948.
- Streber. Theaterstück, 1948.
- Ett barns memoarer. Erzählung, 1948.
- Överraskningen. Erzählung, 1948.
- Bränt barn. 1948.
  - Übers. Jörg Scherzer: Gebranntes Kind. Roman. Suhrkamp Verlag, Frankfurt am Main 1983, (Bibliothek Suhrkamp, Band 795).
  - Übers. Alfred Otto Schwede: Gebranntes Kind. Roman. Verlag Volk und Welt, Berlin 1983.
  - Übers. Paul Berf: Gebranntes Kind. Nachwort von Aris Fioretos, Guggolz Verlag, Berlin 2024, ISBN 978-3-945370-45-2.
- Ingen går fri. Theaterstück, 1949.
- Bröllopsbesvär. 1949.
  - Übers. Herbert G. Hegedo: Schwedische Hochzeitsnacht. Die Andere Bibliothek, 304. Eichborn, Frankfurt am Main 2010, ISBN 978-3-8218-6230-9.
- Den yttersta dagen. Theaterstück, 1952.
- Dagsedlar. Gedichte, 1954.
- Trost. Übersetzung Paul Berf, mit einer Erwiderung von Felicitas Hoppe. FISCHER Taschenbuch, Frankfurt am Main 2025, ISBN 978-3-596-71161-1.

### Hörspiel
- Unser kurzer Sommer. Aus dem Schwedischen von Verena Reichel. Produktion: SDR/NDR 1970.[9]

## Filmographie
Literarische Vorlage
- 1953 und 2003: Ein Kind töten (Att döda ett barn)
- 1964: Die schwedische Hochzeitsnacht (Bröllopsbesvär)
- 1967: Ich – seine Geliebte (Bränt barn)
- 2008: Spiele der Nacht (Nattens lekar)

Drehbuchverfilmung
- 1965: Die Schlange (Ormen)
- 2009: 1946, Herbst in Deutschland (Automne allemand)

Biographische Dokumentation
- 2011: Unser Verlangen nach Trost ist unersättlich (Vårt behov av tröst är omättligt)